# Уорд, Самуэль
Самуэль Уорд (англ. Samuel Ward; 1732—1820) — владелец имущества в Дерби и Ричмонде в Англии. Ещё мальчиком Самуэль был дегустатором у Красавчика принца Чарли, за что был награждён ценным алмазным кольцом. Позже был изображён Джозефом Райтом. Портрет и кольцо сейчас хранятся в собрании Музея и художественной галереи Дерби.

## Биография
Уорд жил в Дерби. Когда 4 декабря 1745 года Карл Эдуард Стюарт оставался в Эксетер-хаусе в Дерби, его мать позволила Самуэлю быть дегустатором пищи кандидата на трон. Во время своего непродолжительного пребывания, Карл Эдуард решил отказаться от борьбы за корону Англии, и до того, как покинуть имение, дал матери Самуэля алмазное кольцо в благодарность за оказанную службу. Драгоценное кольцо состояло из одного крупного алмаза, окружённого десятью более мелкими. Решение отступать в Шотландию означало нежелание молодого претендента получать корону Георга II. Позже армия Карла Стюарта была разбита в 1746 году в битве при Каллодене.
Позднее Уорд стал дербским бизнесменом и был изображён Джозефом Райтом около 1781 года. Подаренное кольцо осталось у его потомков, но кольцо, как и картина, хранится в собраниях Музея и художественной галереи Дерби. Заметки, которые дошли вместе с картиной, описывали Уорда как человека «из Дерби, но позже из Ричмонда». Его жена была из Ричмонда, и он владел имуществом и там, и в Дерби.

## История портрета
Первые сведения о портрете фигурируют в счетах Джозефа Райта 1781 года, где тот оценивает стоимость картины в двенадцать гиней. Картина оставалось в семье Уорда до смерти Сары Уорд в 1947 году, после чего портрет был подарен Художественной галерее Дерби.